# Verkatehdas
Verkatehdas est un centre culturel et de congrès situé à proximité du Vanajavesi dans le quartier de Keinusaari à Hämeenlinna en Finlande,.

## Présentation

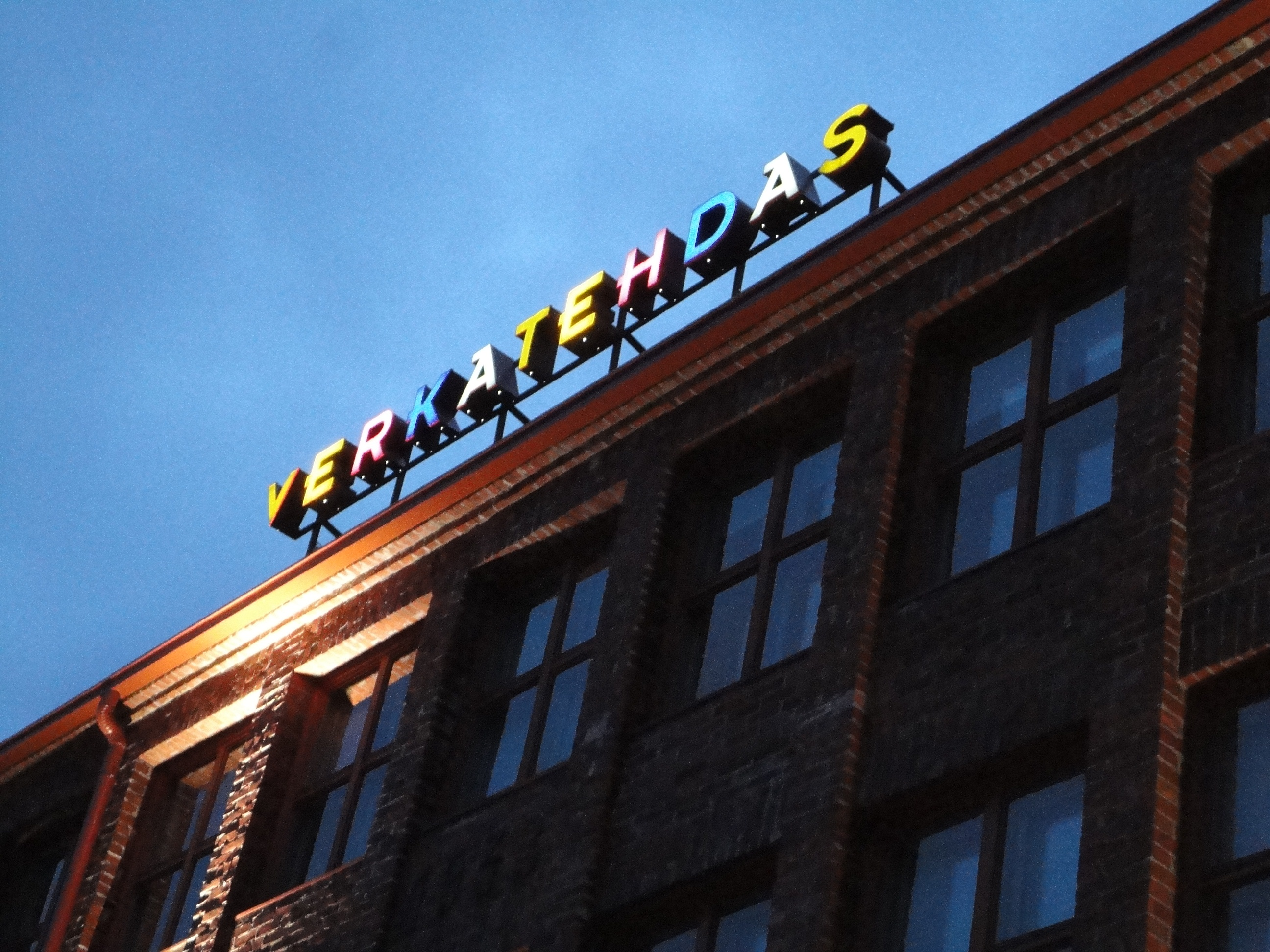
Verkatehdas

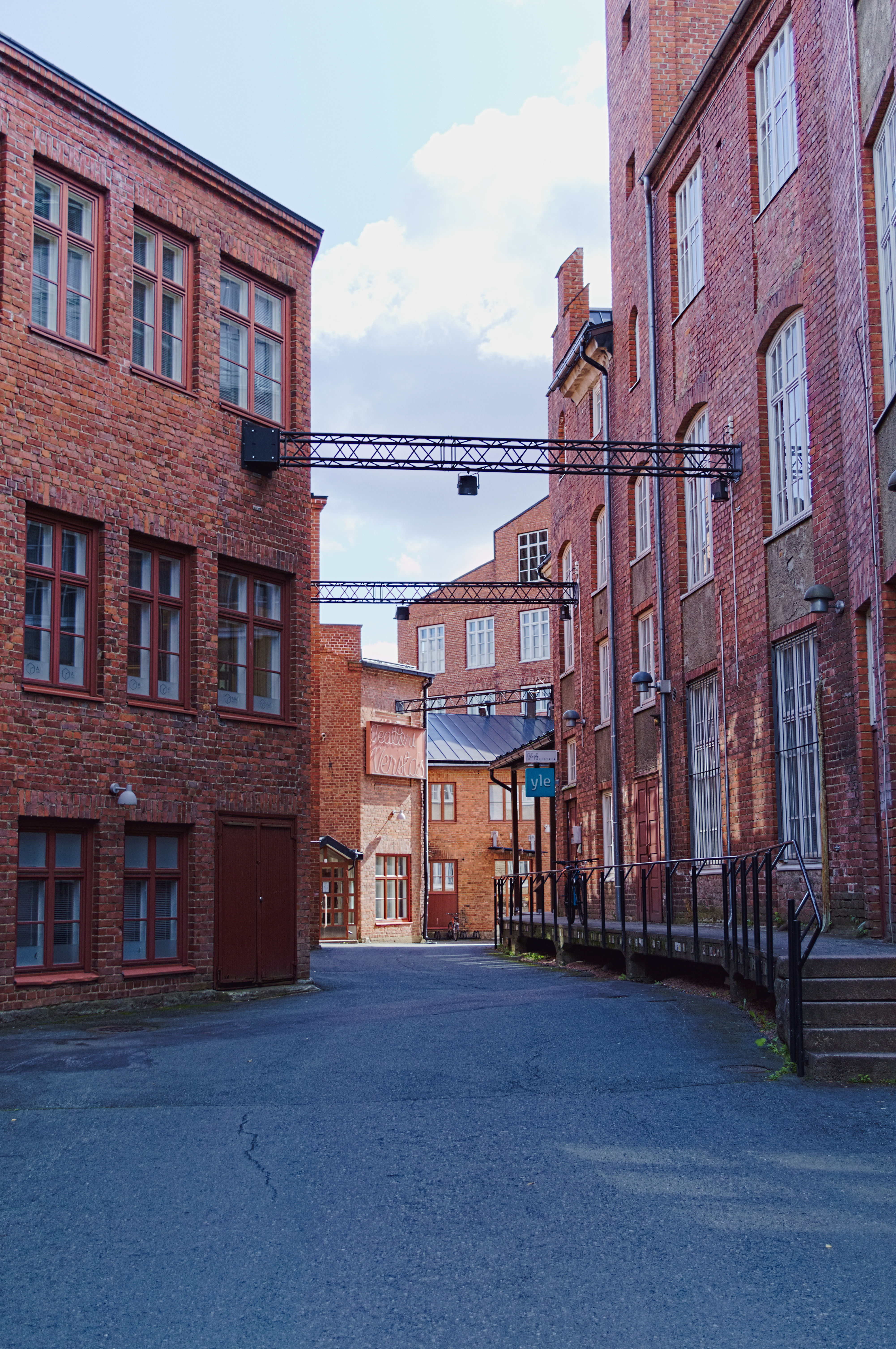
Début de la ruelle de l'usine, le bâtiment de tissage à gauche et la filature à droite.

L'édifice a une surface de 10 300 m2.
L'aménagement de l'ancienne usine de textile par JKMM Arkkitehdit a reçu le prix de la structure métallique de l'année en 2007 .

### Espaces
L'ancienne usine accueille de nos jours de très nombreuses activités dans les espaces suivants :
- Salle de musique et de congrès [4],
- Centre de réunions,
- Cinéma Bio Rex (fi),
- Restaurant,
- Théâtre municipal d'Hämeenlinna,
- Musée d'Art d'Hämeenlinna,
- Mini théâtre,
- Centre culturel pour enfants et jeunes ARX.

### Activités
Le centre combine des activités publiques, commerciales et sociales, on y trouve entre autres, une agence de publicité, plusieurs cabinets d'architecte, Yle, l'institut de Vanajavesi et l'institut Sibelius.
Le centre fait partie du réseau Trans Europe Halles.